# Sinclair (rivière)
Pour les articles homonymes, voir Sinclair.
La rivière Sinclair   (en anglais : Sinclair River) est  un cours d’eau de la région de  Canterbury dans l’Île du Sud de la Nouvelle-Zélande.

## Géographie
Elle s’écoule vers le sud à partir de la chaîne  « Jollie Range » et forme une  partie des sources  de la rivière Clyde , dans la partie supérieure du système du fleuve  Rangitata.